# Snelbinder (fiets)

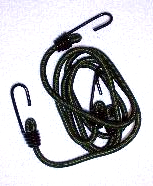
Spin

Een snelbinder is een voorwerp om op de bagagedrager van een fiets zaken te kunnen bevestigen voor transport. 
Er zijn verschillende soorten snelbinders.
- Een veelvoorkomend type bestaat uit twee of drie stroken rubber of elastiek van ongeveer 2 centimeter breed en 80 centimeter lang. De uiteinden van deze stroken zijn bevestigd aan weerszijden van de achteras van een fiets.
- Een ander type is de zogenoemde 'spin', die niet permanent aan de fiets zelf bevestigd is. De spin wordt niet enkel op fietsen gebruikt, maar kan ook op auto-imperiaals of vaartuigen worden gebruikt om zaken vast te zetten. De spin bestaat uit enige (meestal twee) elastische gevlochten banden, die met metalen of kunststof haken aan de uiteinden aan onderdelen van de fiets bevestigd kunnen worden. De kabels van een spin kunnen verschillende afwerking hebben, afhankelijk van het gebruik: polyethyleen voor langdurig buitengebruik, polyamide voor toepassing in de watersport en polypropyleen voor algemeen gebruik. Het gebruik van dit soort snelbinders is niet ongevaarlijk, de combinatie van een sterke elastische band met een harde metalen of kunststof haak kan ernstig oogletsel veroorzaken als deze losschiet. Daarom wordt door meerdere oogartsen al jarenlang gepleit voor een verbod op de verkoop ervan.[1][2]